# Biturbo

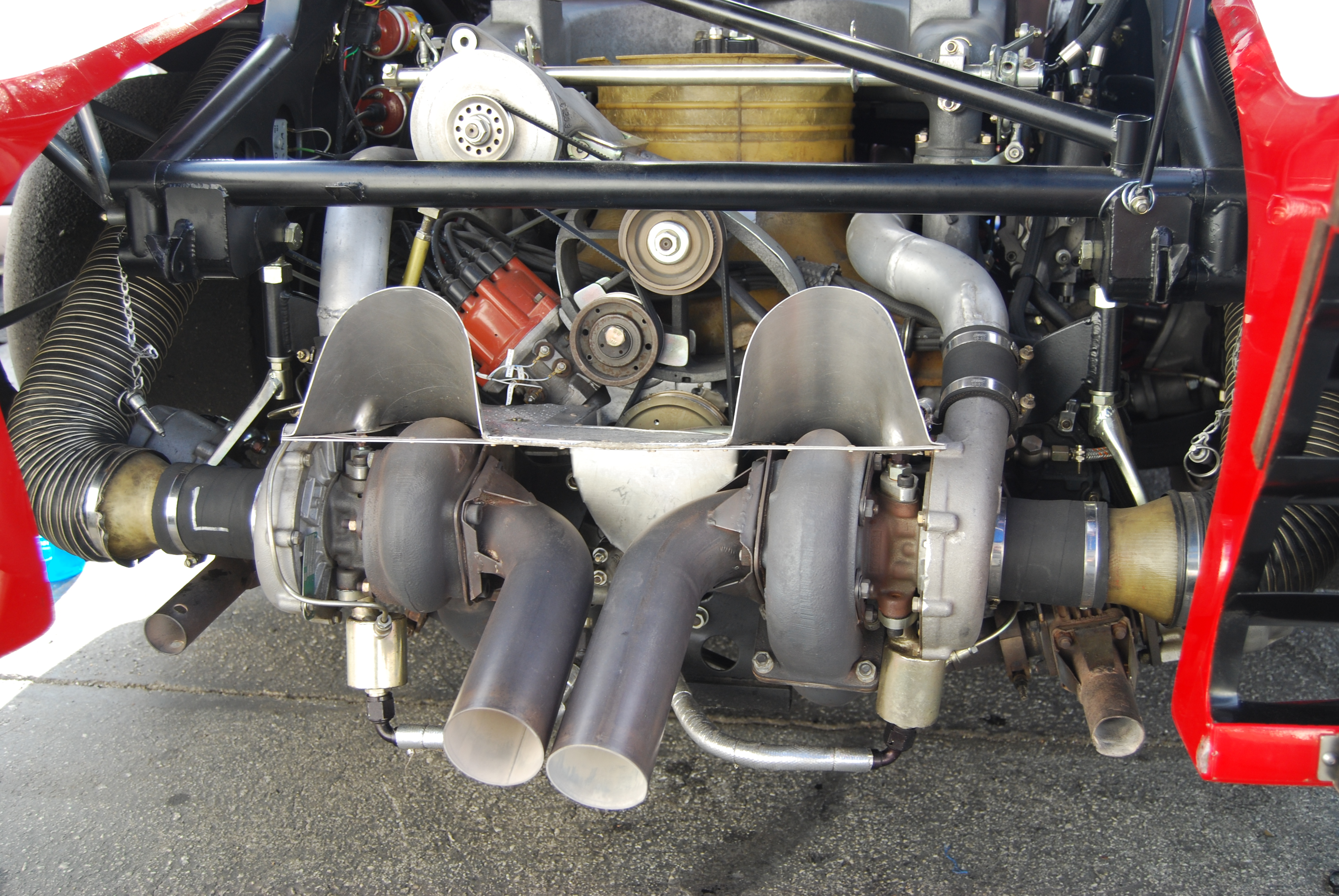
Motor de un Porsche 935 plano de seis cilindros con un doble turbocompresor paralelo

Un motor biturbo (o twin turbo, como también se le llama en inglés) es un motor de combustión interna que tiene dos turbocompresores. La disposición más común lleva ambos turbos de forma idéntica en paralelo; también puede llevar una disposición secuencial o de turbo por etapas, esta última utilizada en vehículos diésel de competición.

## Biturbo en paralelo

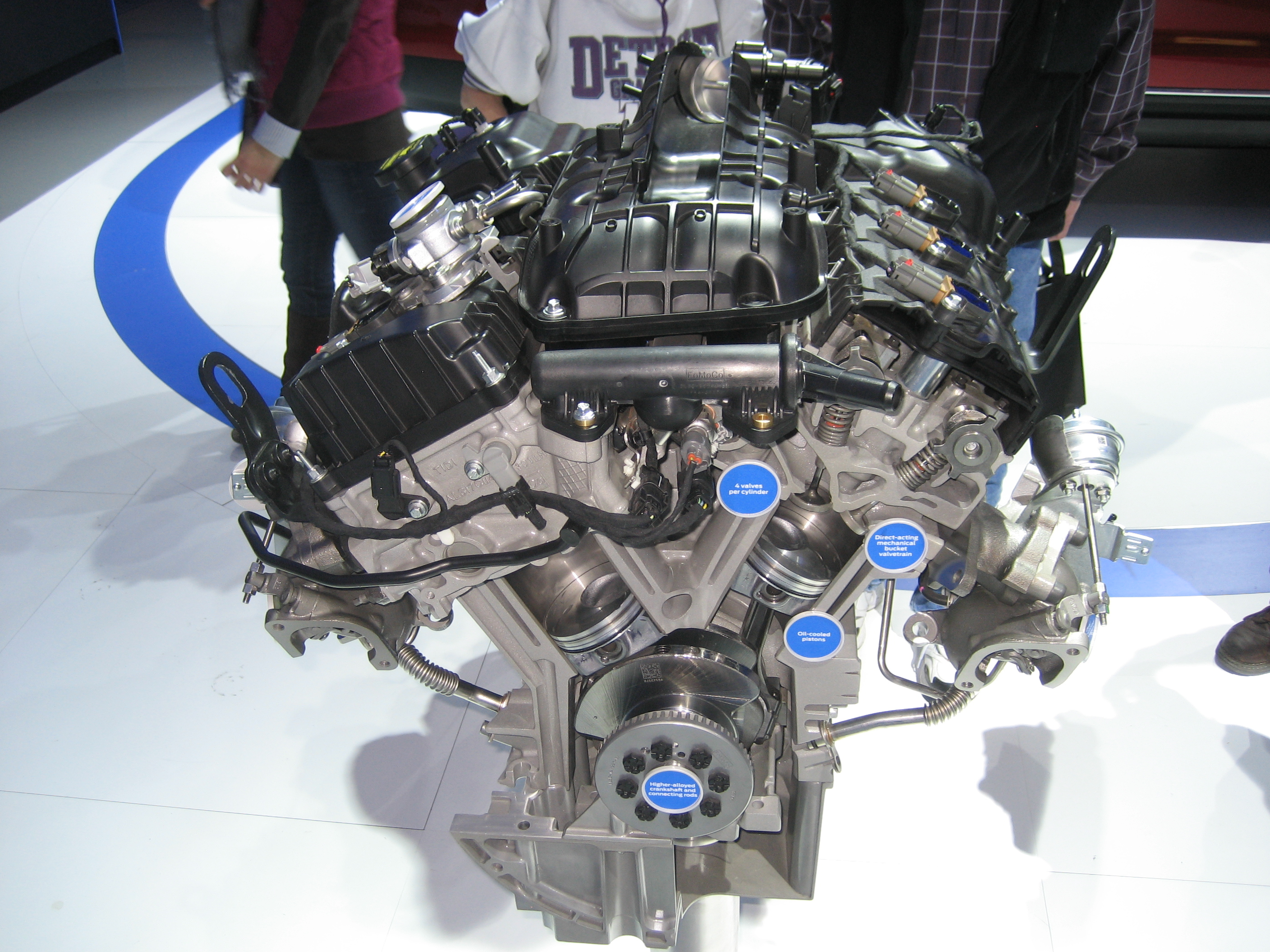
Motor Ford EcoBoost 3.5 (biturbo)

Los motores biturbo en paralelo constan de una configuración en la que ambos turbos funcionan simultáneamente de forma idéntica, compartiendo una admisión del turbo equitativa. Cada uno de ellos está conducido por una mitad del motor. En la mayoría de casos, el aire comprimido de ambos turbos se combina en un mismo colector de admisión y se envía a los cilindros individualmente. Generalmente, cada turbo está montado con su propio colector de admisión y escape, pero los motores en línea con dos turbos pueden llevar un único colector de entrada del turbo. Los biturbo en paralelo aplicados a motores en V suelen montar un turbo para cada bancada de cilindros, proporcionando menor volumen y más simetría y simplificando la configuración de manguitos requeridos. En los motores en línea, los biturbo en paralelo suelen aplicarse con dos turbos pequeños que pueden proporcionar un rendimiento no muy distinto al de un único turbo, pero si reduce el tiempo de respuesta del turbo. Algunos ejemplos de motores biturbo en línea pueden ser los RB26DETT de Nissan, N54 de BMW y B6284T y B6294T de Volvo. Algunos ejemplos de motores biturbo en paralelo en V son 6A12TT, 6A13TT y 6G72TT de Mitsubishi, VG30DETT y VR38DETT de Nissan y el B5 del S4 de 1997 a 2002, del A6 de 1997 a 2005 y del RS 6 de 2003 a 2017 de Audi.

Con la disposición en paralelo también es posible utilizar más de 2 turbocompresores. Dos ejemplos de dicho aprovechamiento son el Bugatti EB110 y el Bugatti Veyron, ambos con un motor multiturbo de 4 turbocompresores en paralelo. El EB110 tiene 4 turbos en un motor V12 de 3.5 litros que saca 542 CV (404 kW) a 8 000 rpm, mientras que el Veyron los monta en un 16 cilindros de 8.0 litros sacando 1001 CV (736,2 kW). La versión Super Sport del Veyron monta 4 turbos en un motor 16 cilindros en W de 8.0 L que saca 1216 CV (894,4 kW).

## Turbo secuencial

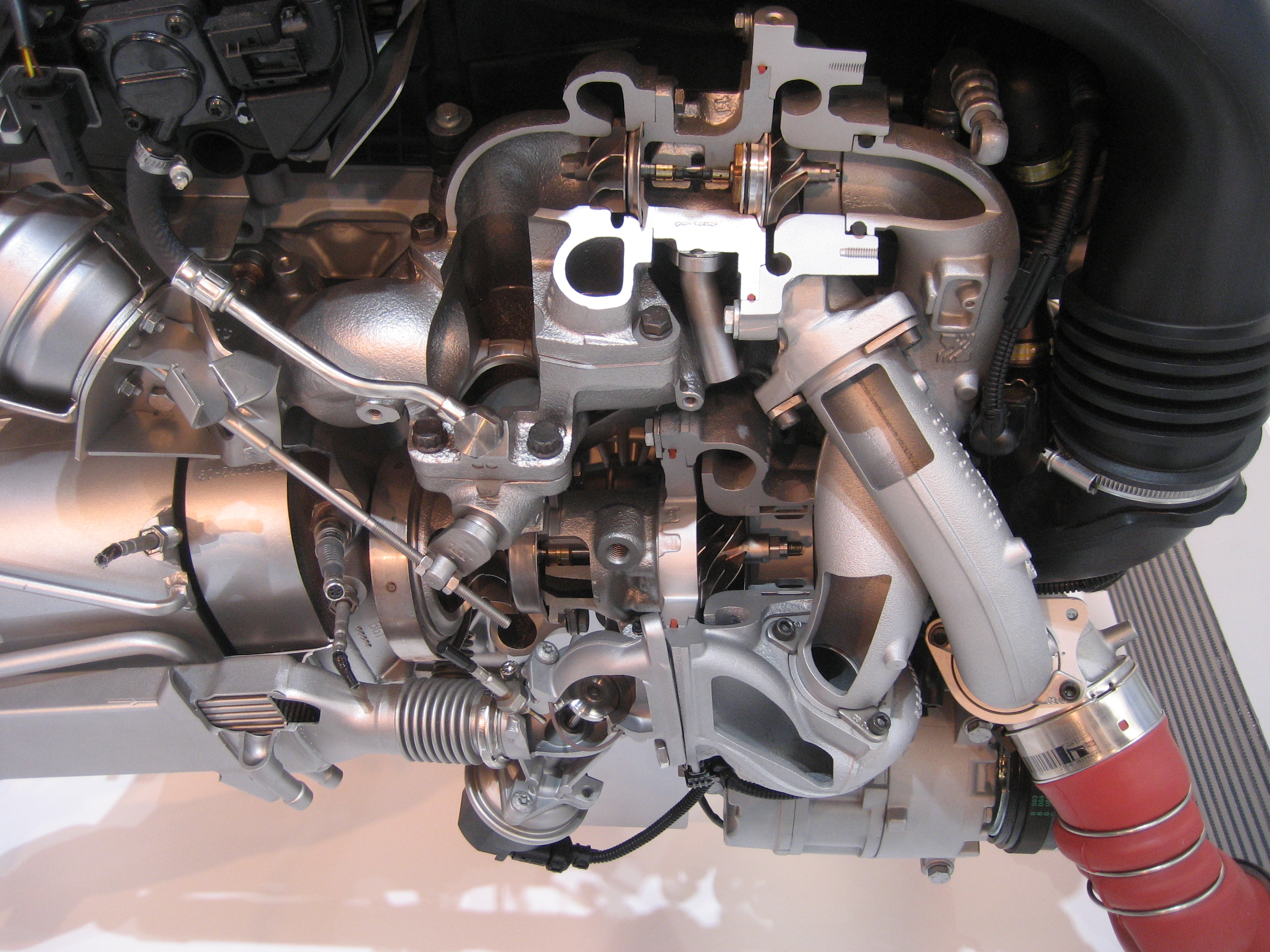
Motor diésel BMW Serie 3 (turbo secuencial)

La configuración de un motor con turbo secuencial consiste en el uso de un turbo para velocidades bajas y un segundo turbo para velocidades altas en las que el motor necesita apurar su rendimiento. Generalmente estos motores no son muy eficientes a bajas revoluciones, por lo que la presión de admisión es inferior en dichas condiciones. Sin embargo, los turbos pequeños van bien a bajas revoluciones, pero no pueden soportar la cantidad de aire que entra a altas velocidades. Durante bajas y medias velocidades solo hay un turbo relativamente pequeño funcionando (llamado turbo principal). Durante este periodo toda la energía pasa a través de ese turbo produciendo beneficios como una reducción de turbolag y dando mejores respuestas a bajas velocidades. Al aumentar las revoluciones, el segundo turbo entra parcialmente en marcha para "calentar" antes de su total entrada en escena. Una vez alcanzada una velocidad del motor y presión del turbo prestablecidas, las válvulas que controlan el compresor y la turbina del segundo turbo se abren por completo. En este punto se desactiva el primer turbo, para que no sufra por las altas cantidades de admisión de aire. A partir de ahora se aumentan los beneficios disponiendo de un turbo más grande, incluyendo una potencia mayor y sin la desventaja de un aumento del turbolag.
Los turbos secuenciales proporcionan una forma de reducir el turbolag sin comprometer la potencia del turbo. Las aplicaciones más notables de esta configuración puede verse en motores como el Toyota Supra de cuarta generación (de 1993 a 1998), el Porsche 959 de 1986 a 1988, Eunos Cosmo de 1990 a 1995 de Mazda, el 13B-REW del Mazda RX-7 FD3S Turbo de tercera generación de 1992 a 2002, el EJ20TT del Subaru Legacy biturbo de segunda generación de 1994 a 2005 y el 2.2 HDi del Peugeot 407. GeneralMotors pagó la patente del motor biturbo secuencial y ahora usa una nueva válvula de baipás que optimiza el flujo de escape de las turbinas de ambos turbos.

## Turbo por etapas
Un sistema de turbo secuencial también puede utilizarse para proporcionar una presión de salida mucho mayor a la conseguida con un único turbo, a esto se le conoce como sistema biturbo por etapas. En este caso se utilizan múltiples turbos de tamaño similar secuencialmente, pero que operan constantemente. El primero aumenta la presión todo lo posible (por ejemplo, tres veces la estándar) y los turbos siguientes toman la carga de la etapa del turbo anterior para comprimirlo (por ejemplo unas 3 veces más la presión de admisión, hasta un total de 9 veces la presión atmosférica). Esta configuración se utiliza mucho en motores de émbolo de aeronáutica, los cuales no requieren aceleraciones rápidas ni pocas revoluciones del motor (en los que la reducción del turbolag no es de gran preocupación) y donde la presión de admisión es menor, debido a las bajas presiones atmosféricas que hay a las alturas en las que desempeña su potencia el motor de un avión. 
Algunos motores diésel de alto rendimiento también usan esta configuración, ya que los motores diésel no sufren problemas de preignición y pueden trabajar con presiones significativamente mayores que los motores Otto.

## Tipos de coche biturbo
Hay varios tipos de coches biturbo, distinguidos según el combustible o la categoría del coche. Por ejemplo, hay coches biturbo de gasolina, pero también hay coches biturbo diésel. En ambos casos las ventajas son las mismas: potencia, bajos consumos y seguridad. También se pueden clasificar según su categoría, alta, media o baja. Ya que hay coches biturbo de todas las clases como un Volkswagen Passat BiTDi con 240 CV, o el Ferrari 488 GTB, con más de 550 CV. También hay modelos SUV, como el Ford Edge con 238 CV.
Estos coches están pensados para aquellos que quieren un motor potente, pero además también buscan eficiencia. Los coches biturbo también se diferencian por su funcionamiento, ya que hay versiones con dos turbos de diferente tamaño, uno pequeño para actuar a baja velocidad y otro grande para alta velocidad. Un sistema que garantiza el mejor funcionamiento del motor posible, aunque tenga poca cilindrada.

## Ventajas de un coche biturbo
Los coches biturbo tienen algunas ventajas frente a un coche convencional. Por un lado, su mayor potencia, que no sólo hace al coche más rápido, sino que permite hacer maniobras peligrosas como adelantar con muchísima seguridad. Simplemente, habría que pisar a fondo el acelerador. También tiene como ventajas que sus motores suelen ser más pequeños, pues al ser biturbo se puede conseguir mucha potencia, sin necesidad de un motor grande. Así, también se consiguen consumos contenidos.
Además, los coches biturbo son coches que tienen un chasis preparado para una potencia elevada, con frenos más grandes y suspensiones más rígidas. Gracias a esto, cualquier coche biturbo es más seguro que un coche convencional. En ocasiones tienen caja de cambios automática, y son más cómodos de conducir al no tener que cambiar de marcha.

## Ventajas en emisiones diésel
Un diseño de turbo secuencial en un motor diésel reduce las emisiones de gases considerablemente, por lo que varias empresas fabricantes de motores diésel ya han optado por aplicar una configuración de turbo secuencial.